# Muralles de la Llacuna
Les muralles de la Llacuna foren la fortificació del nucli de la Llacuna (Anoia) avui han perdut la seva funció defensiva han estat declarades bé cultural d'interès nacional. Es conserva un tram de muralla exempt en el qual hi ha dos contraforts amb carreus irregulars i una espitllera, i d'altra banda, una part del mur està arrebossat. La majoria de trams han estat aprofitats per adossar-hi construccions posteriors. El present tram és situat darrere de Cal Massip. El traçat que tenia el recinte murallat de la Llacuna que fou construït els segles XIV-XV. També es conserven alguns portals que formarien part del clos murallat del poble, muralles que avui quasi han desaparegut completament.
- Portal d'en Garreta: dit també d'en Beus o d'en Fonts, documentat l'any 1417, construït de l'església parroquial i era el que menava a Vilademàger, Rofes, Mediona i Vilafranca. A la dovella central hi ha el cérvol dels Cervelló.[1]

- Portal de la Banya: anomenat també de Badorch o de Cal Joan de l'Hort, datat el 1576 i que mena al Carrer de Santa Maria del Priorat. L'exterior està format per un arc de mig punt adovellat i a l'interior hi ha un arc apuntat. A la dovella central es pot apreciar una estrella de sis puntes.

- Portal del Gavatx o del Vall: Portal amb dovelles i en la central hi figura la data:any 1606.
- Havia existit també el portal de la font o dels Massips.